# MONTEREY

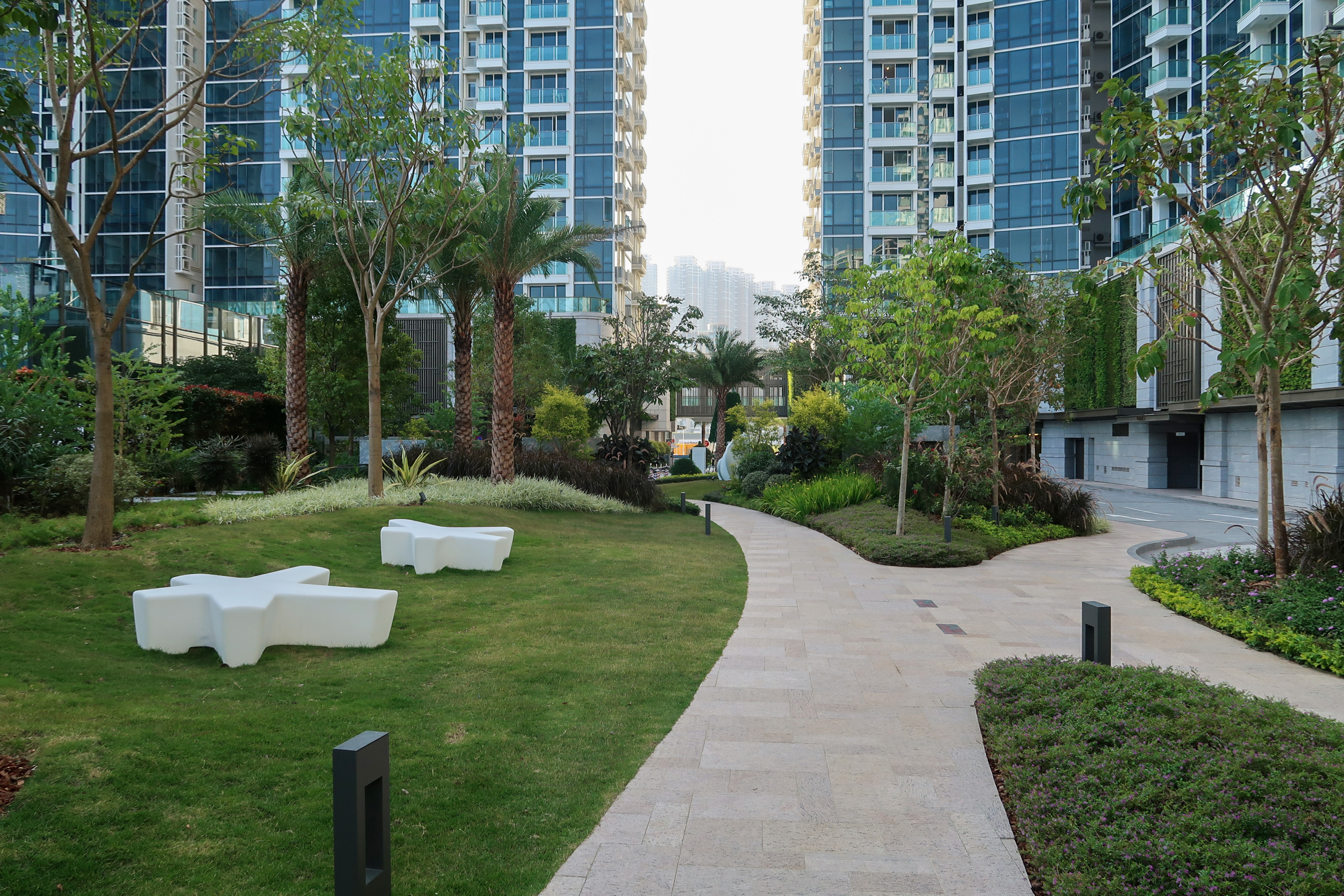
園林

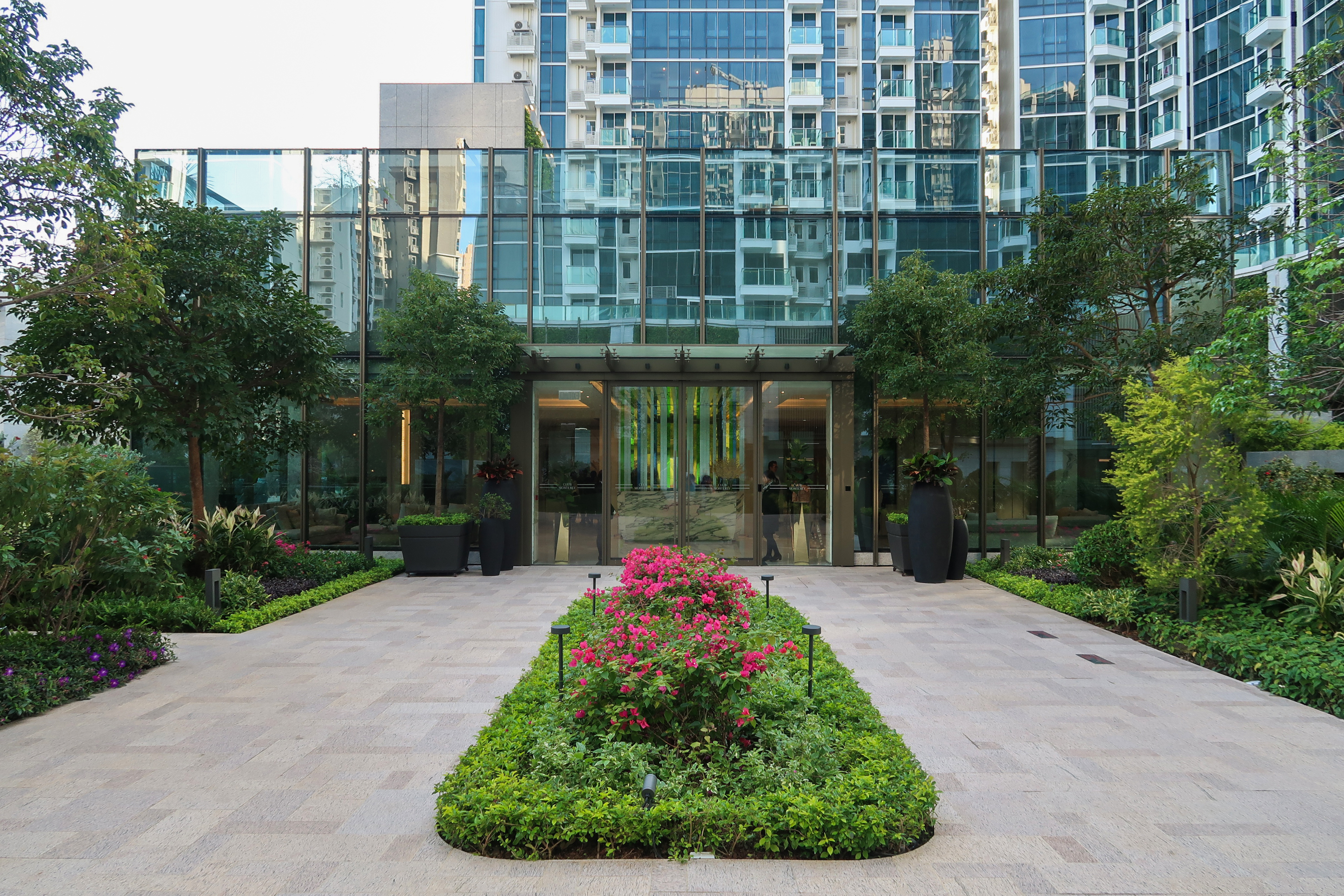
住客會所CLUB MONTEREY

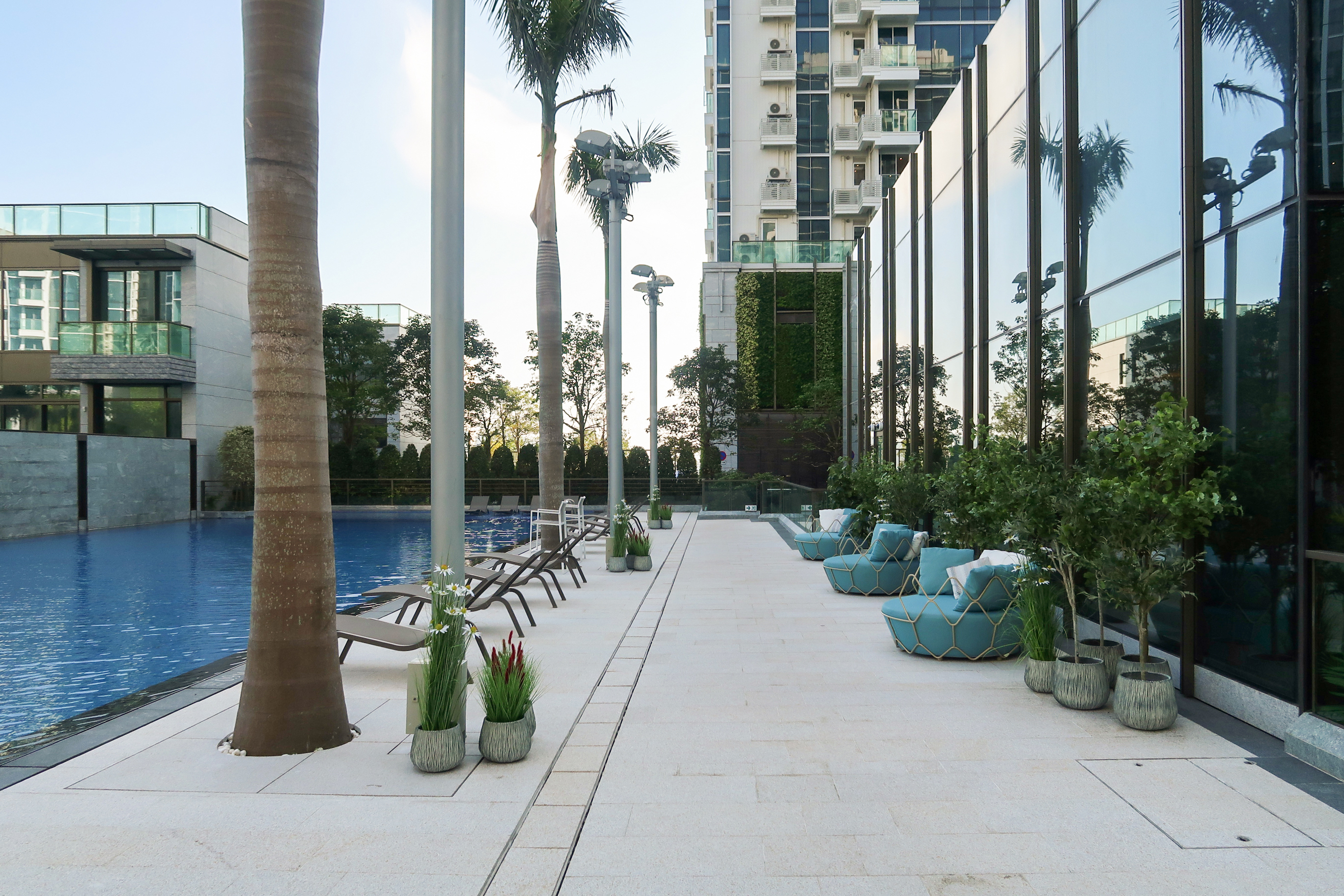
室外游泳池

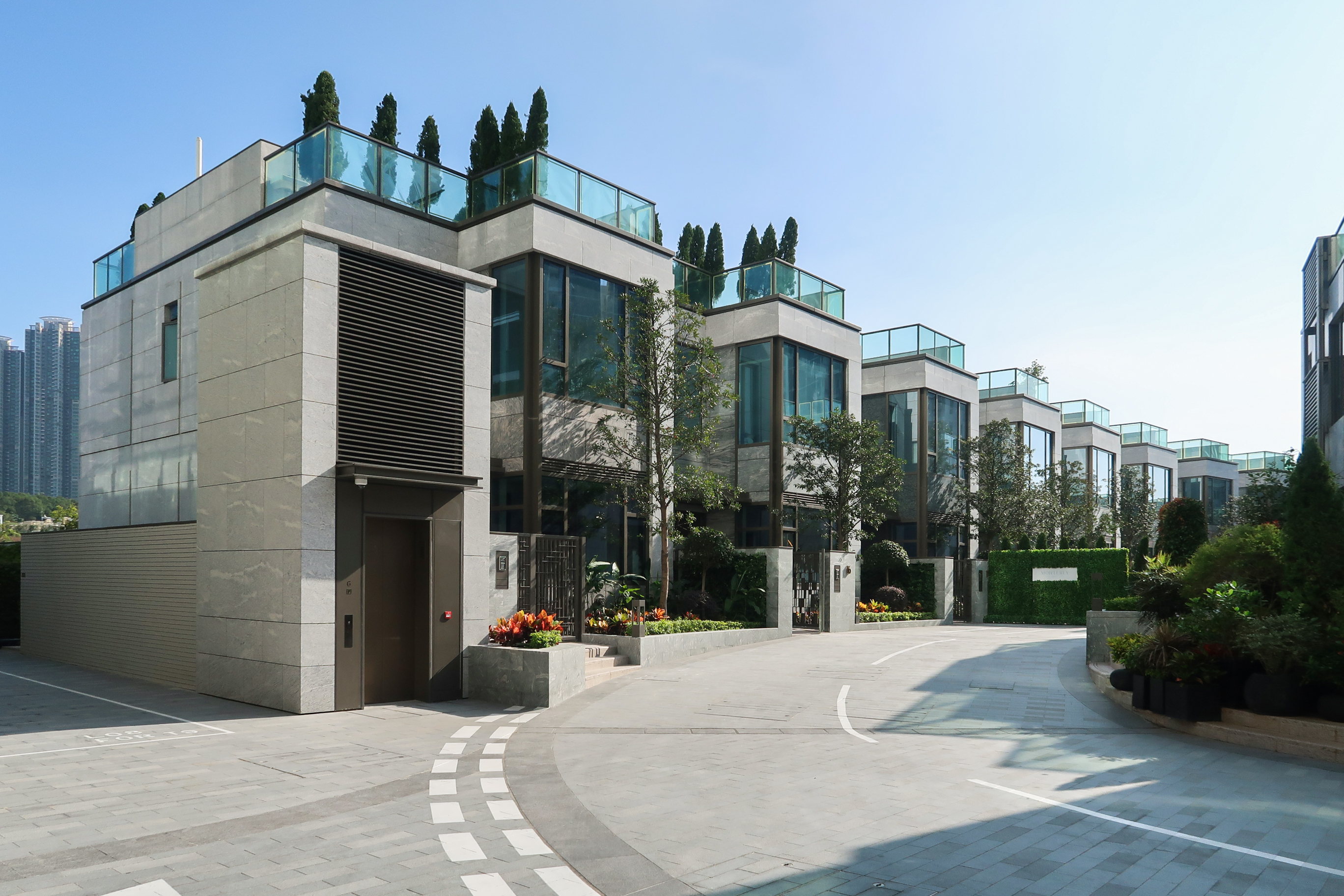
洋房

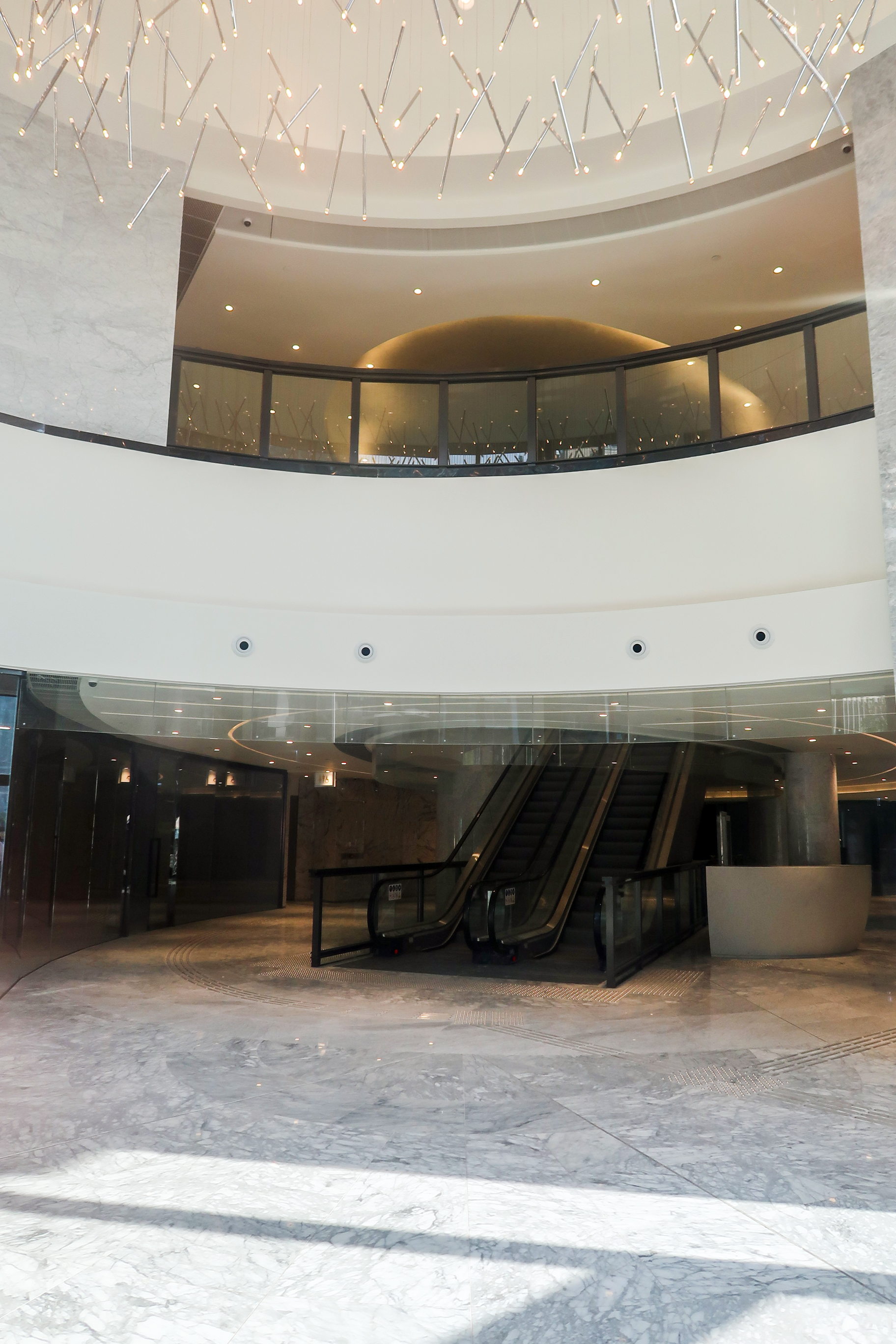
MONTEREY Place商場入口中庭

MONTEREY，位於香港新界西貢區將軍澳市中心的將軍澳南唐俊街23號，是會德豐集團旗下的私人住宅屋苑。由胡周黃建築設計(國際)有限公司設計，金門建築承建。物業分為8座樓高11至17層的大廈，共提供926伙單位，包括904個分層戶及22間洋房。屋苑於2017年3月開售，於2018年10月落成入伙。管理公司為夏利文物業管理有限公司。展覽廳及示範單位設於尖沙咀港威大廈2座19樓，首批單位定價由556.6萬元至2338.1萬元。

## 單位
物業分為8座樓高11至17層的大廈，提供904伙分層單位。
分層單位間隔由開放式至4房，實用面積由260至1,159方呎。
另外，4個特色頂層平台戶，實用面積由1,480至1,670平方呎，及4個複式特色戶，實用面積由1,590至1,616方呎。
物業另設22幢洋房，實用面積由1,843至2,004平方呎。
項目關鍵日期為2018年8月31日。
2017年12月，樓盤的第1和2座向南臨海四房戶，以及低座8座及9座向南四房戶命名為GRAND MONTEREY。最新加推的單位八成可享海景，實用面積239至1092方呎，定價654.2萬至3130.6萬元，價單平均呎價25750元。餘下單位(包括洋房)將留待現樓推售。
2018年1月22日，GRAND MONTEREY2A座17樓A室特色戶，實用面積1,629平方呎，屬於4房（連雙套房）間隔，附設天台及平台，單位以6,353.1萬元招標出售，呎價3.9萬元，貴絕將軍澳住宅，買家來自福建謝美輝(XIE MEIHUI)，除了本身樓價外，還須額外支付30%辣稅，涉及稅款1,906萬元。即是說，若計及有關重稅，該單位總入市成本高達約8,259萬元，呎價50,700元。
所有樓宇均採用富士達提供的升降機。

## 設施
項目住客會所CLUB MONTEREY面積約4萬方呎，將提供室內及室外游泳池、私人專屬游泳池、健身房、桑拿室、多用途宴會廳、遊樂室、乒乓球室、卡拉OK室、音樂室、瑜伽室、兒童遊戲區、休閒雅座、室內運動場等設施。 
地庫設住客停車場，提供238個住客車位、35個訪客車位及24個住客電單車車位。

## 商場
項目地庫至1樓設商場名為MONTEREY Place，屬「O'South Coast 澳南海岸」系列其中一個商場，樓高3層，面積約14萬平方呎，2樓另設空中花園。而地面近將軍澳海濱公園位置有草坪可舉行活動。商場原設計靠近海旁的商店可作為複式零售和餐飲用途，但最後未能成事。
2018年10月，豐泰地產向會德豐購入商場。到2019年6月，新加坡國際學校Invictus School在MONTEREY Place地下至1樓東面開辦香港首間幼稚園及小學，校舍總面積超過3萬平方呎，包括16間課室、一間圖書館、一個多用途禮堂和一個室内遊樂場。
2020年2月19日，市場消息透露“驚安之殿堂”唐吉訶德承租商場1樓面積約2.5萬方呎的樓面，市傳月租約50萬港元，在同年11月11日開幕，開幕初期排隊人龍人山人海，隊尾最高峰曾到將軍澳海濱公園。

### 主要商店

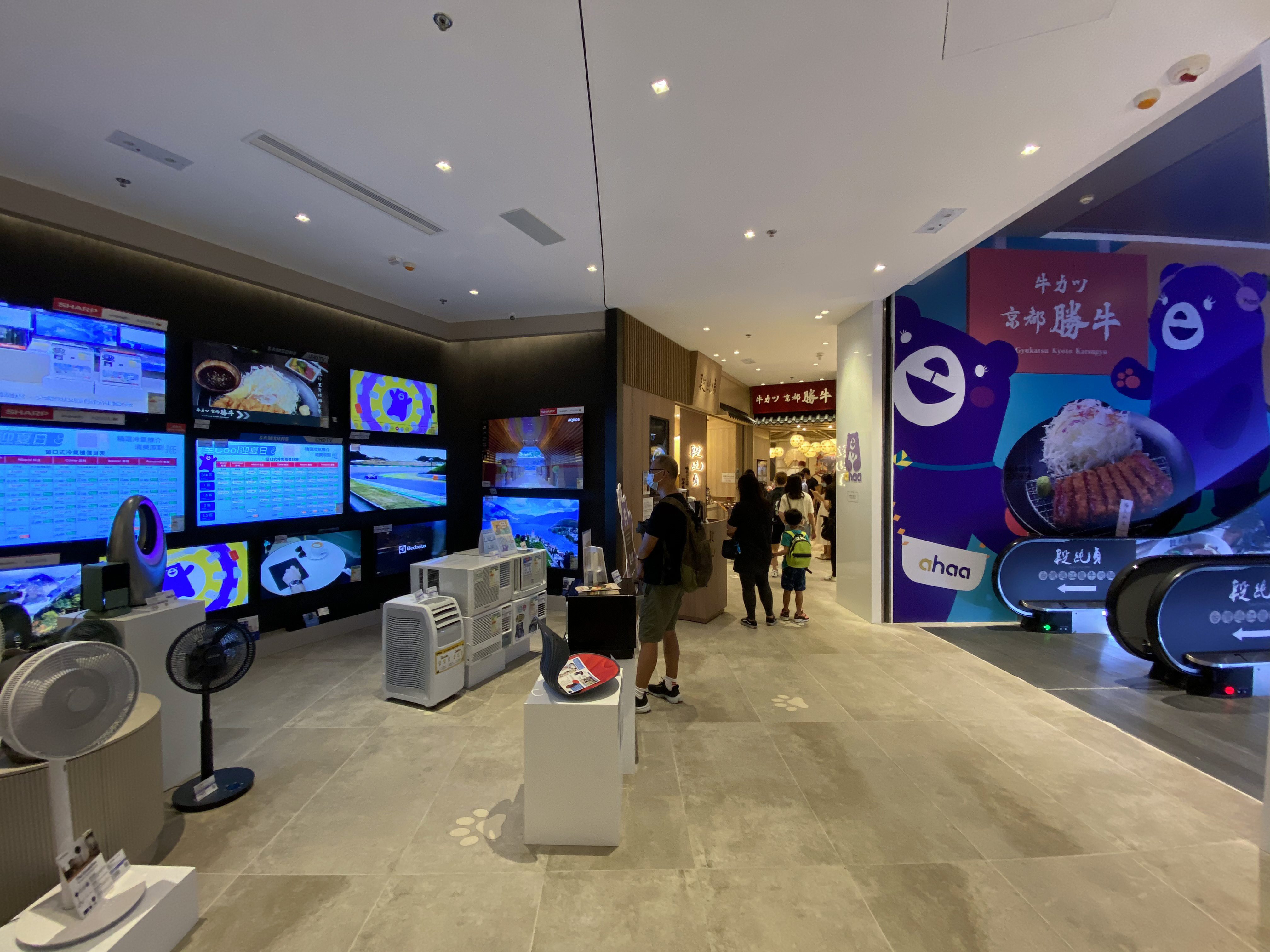
B1層有電器店ahaa Shop和兩間餐廳

目前B1層有電器店ahaa Shop和兩間餐廳，並設通道往停車場。地下開設多間餐廳，健身中心，小型超市、洗衣店、運動用品店和單車店。而1樓有唐吉訶德，新加坡國際學校Invictus School，教育中心和按摩店，其餘大部分舖位一度空置。到2021年初才租出了大部分商店。
- A Tavola Bar & Grill（意大利菜）
- AMARE Bistro and Wine（意大利菜）
- crust sorrento（意大利菜）
- Chilli Lime（東南亞菜）
- fish & chick（英國菜）
- Burger's Friends Forever (美國菜)
- Hans & Gretel （甜品店）
- FRITES Belgium on Tap（比利時菜）
- 緻/KUSHIYAKI HOUSE & BAR（日本菜）
- 杦・FICUS（日本菜）
- 京都勝牛（日本菜）
- 八沢（日本菜）
- 禮記 (粵菜)
- DHYC得閒飲茶 (粵菜)
- 段純貞牛肉麵餐廳（臺灣菜）
- 春芳號（ 台式茶飲）
- 小野人KOKA（臺灣菜）
- 日常茶室
- Dough Bros （薄餅）
- JOMO Coffee & Cakes
- JOMO Kitchen & Health Hub
- La Rosabelle（多國菜）
- Our Little Dream（多國菜）
- OMG Chicken（韓國菜）
- Seoulmate （韓國菜）
- The Pizza Pig（薄餅）
- 屋子生活（日本菜）
- 湊湊火鍋·茶憩 (台式火鍋)
- MONTECA Playgroup
- Primo Mart
- 陽光洗衣便利店
- ahaa Shop（電器店）
- AlphaStep（健身）
- 新加坡茵維特(香港)學校Invictus School Hong Kong
- 唐吉訶德

| - The Courtyard入口廣場 - 商場地下部分範圍採用豪華裝修 - 商場1樓外圍通道 - 商場1樓 - 商場1樓唐吉訶德 - 鄰近的海翩滙的入口開設了新加坡Invictus School後已經封閉 |

## 宣傳
廣告宣傳以「Breathe in the sea. Breathe out the city」為主題。電視廣告於新加坡拍攝。

## 著名住客
- 惠英紅

## 會德豐「O'South」項目
O'South:
1. The Parkside
2. CAPRI
3. SAVANNAH
4. MONTEREY

## 毗鄰
- 將軍澳海濱公園
- 海翩滙
- 海天晉
- 播道書院

## 興建圖片

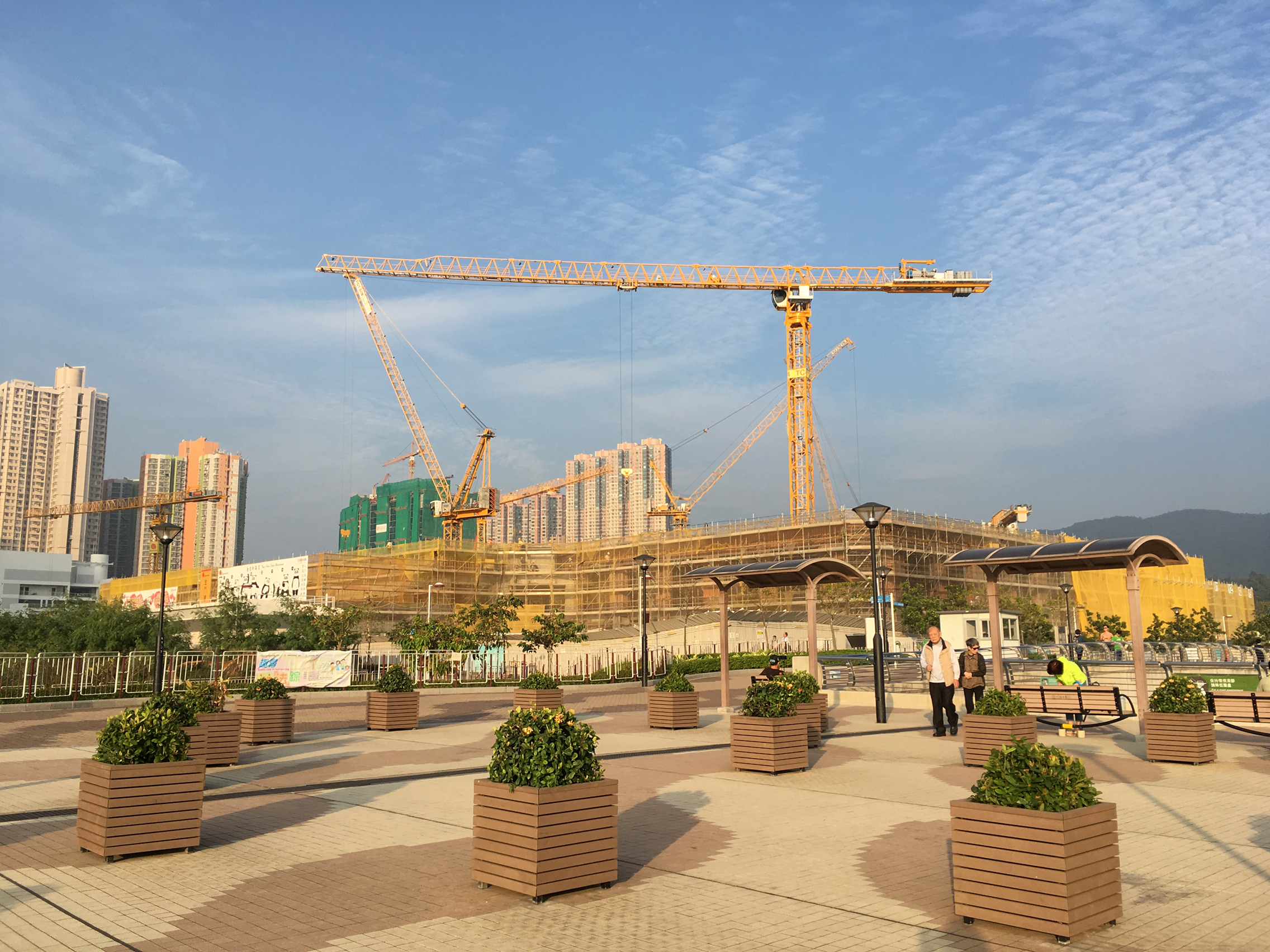
2016年12月
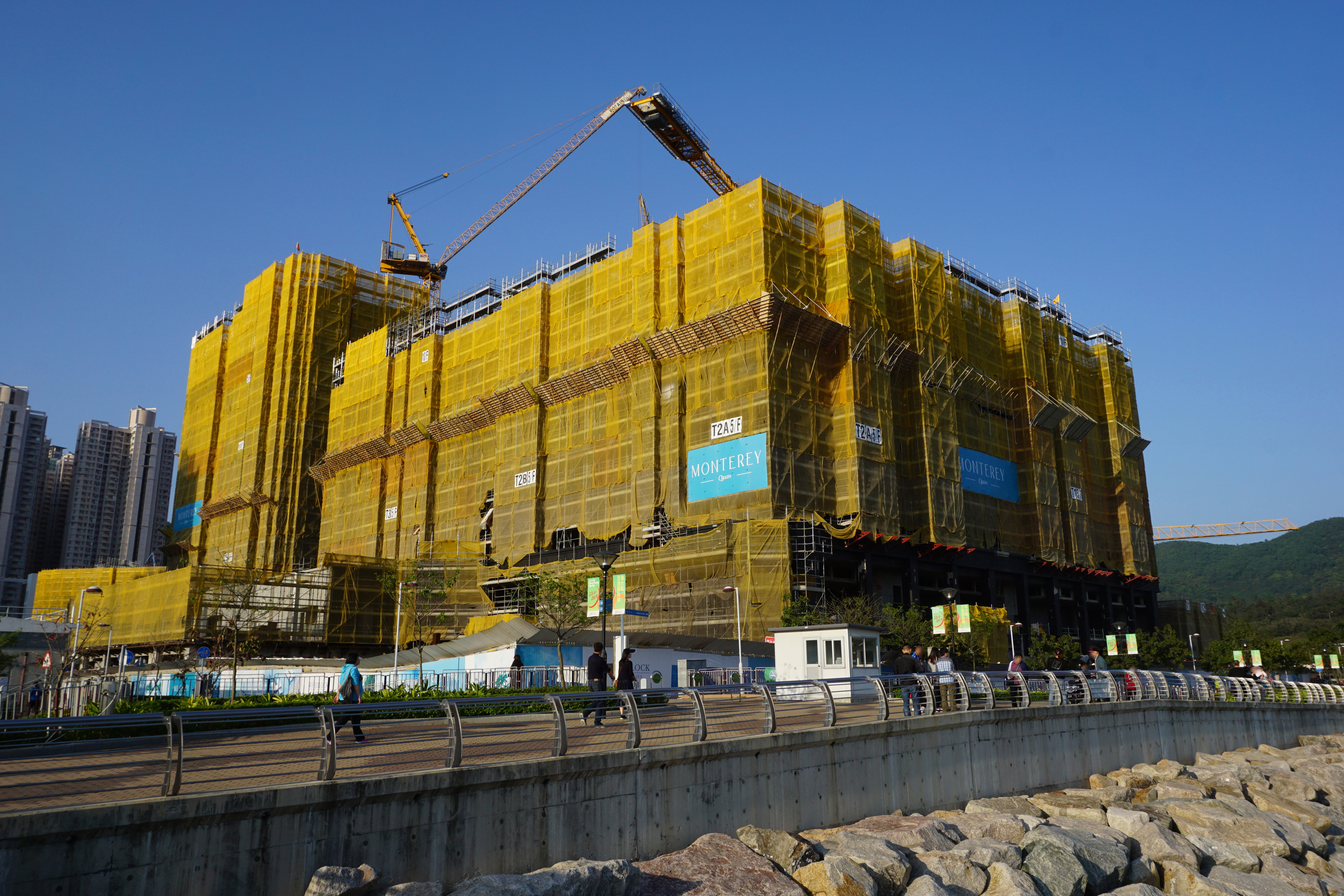
2017年4月
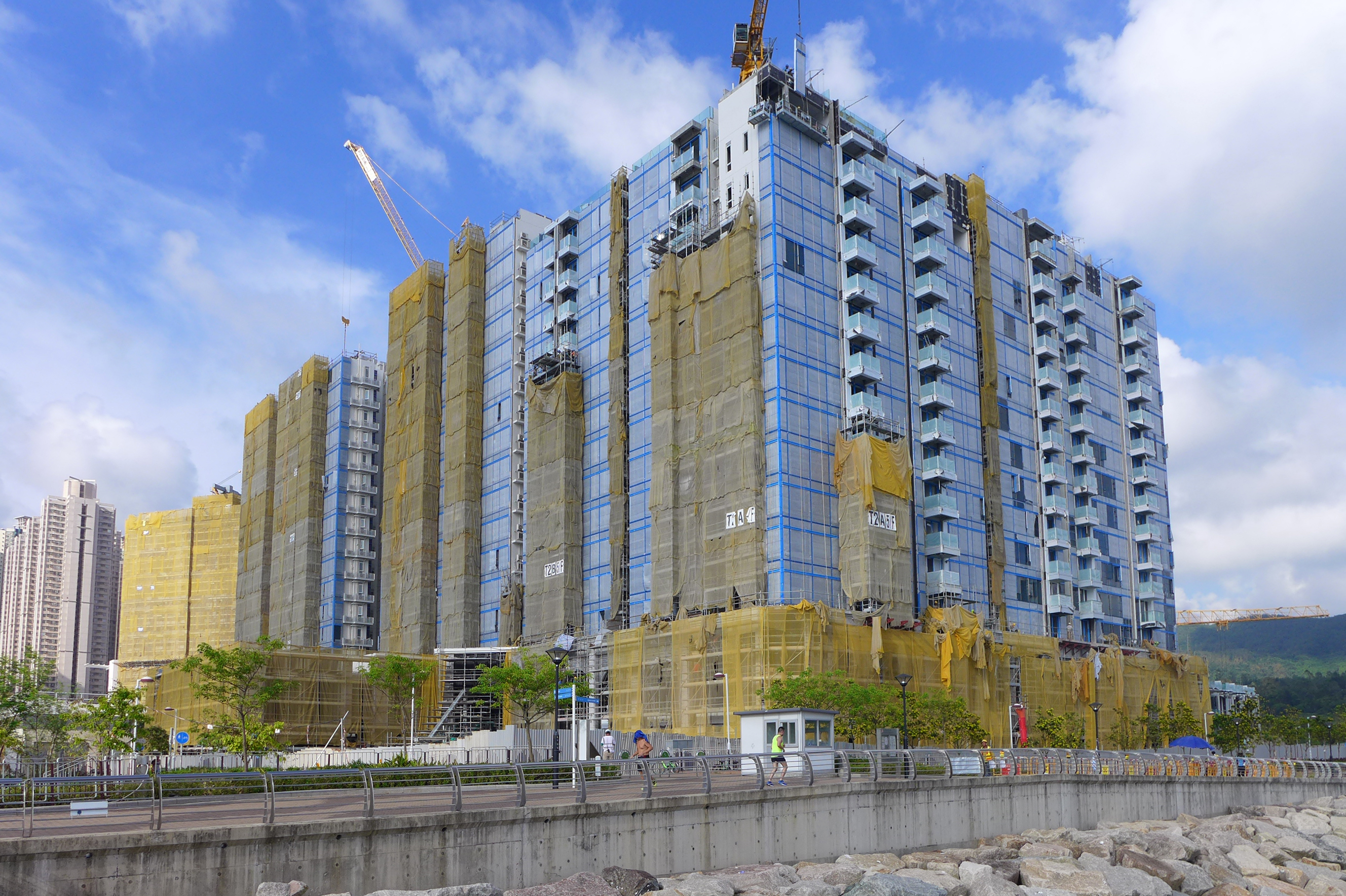
2017年9月
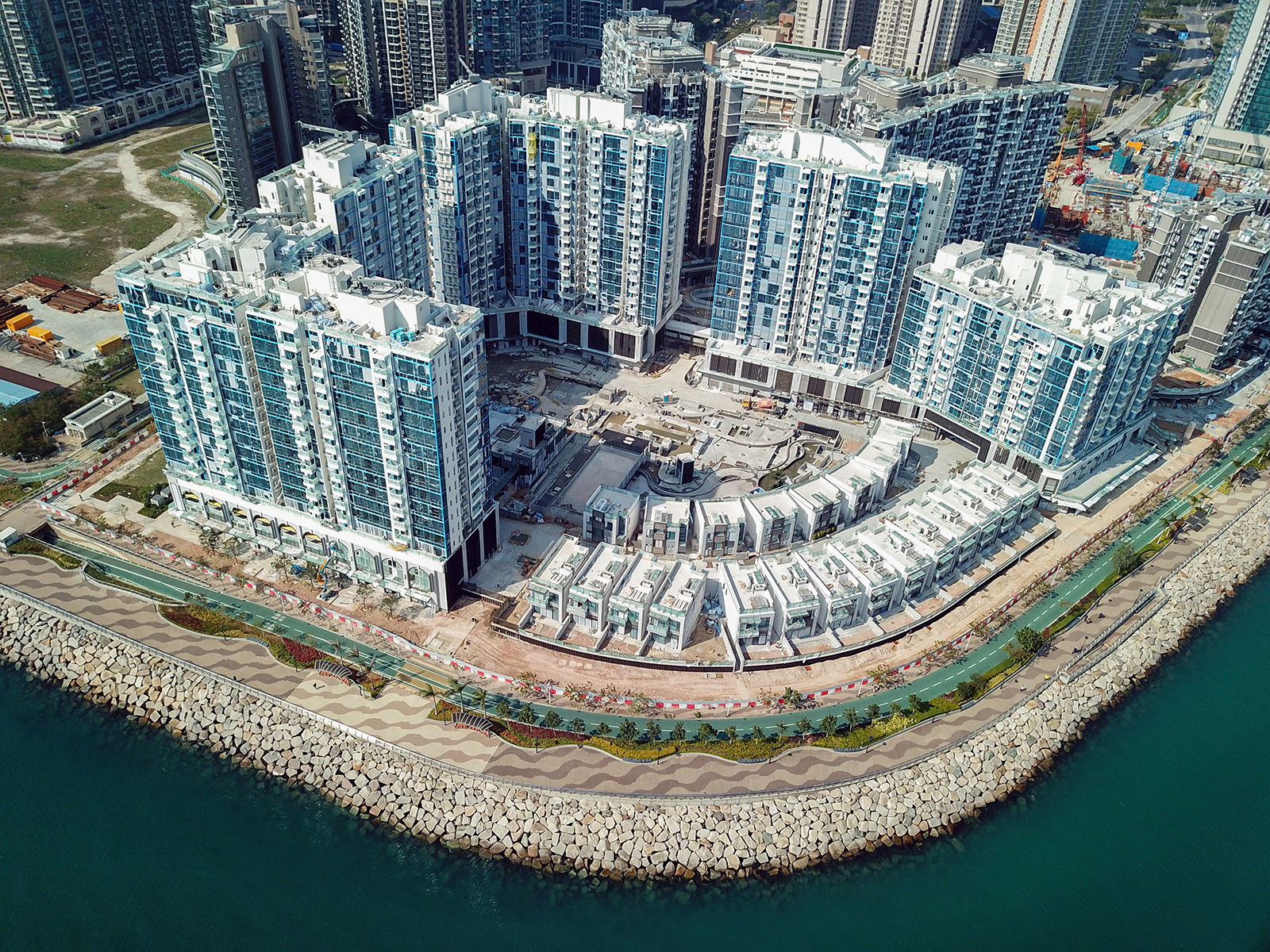
2018年2月

## 外部連結
- 官方网站